# Tombolo (strumento)

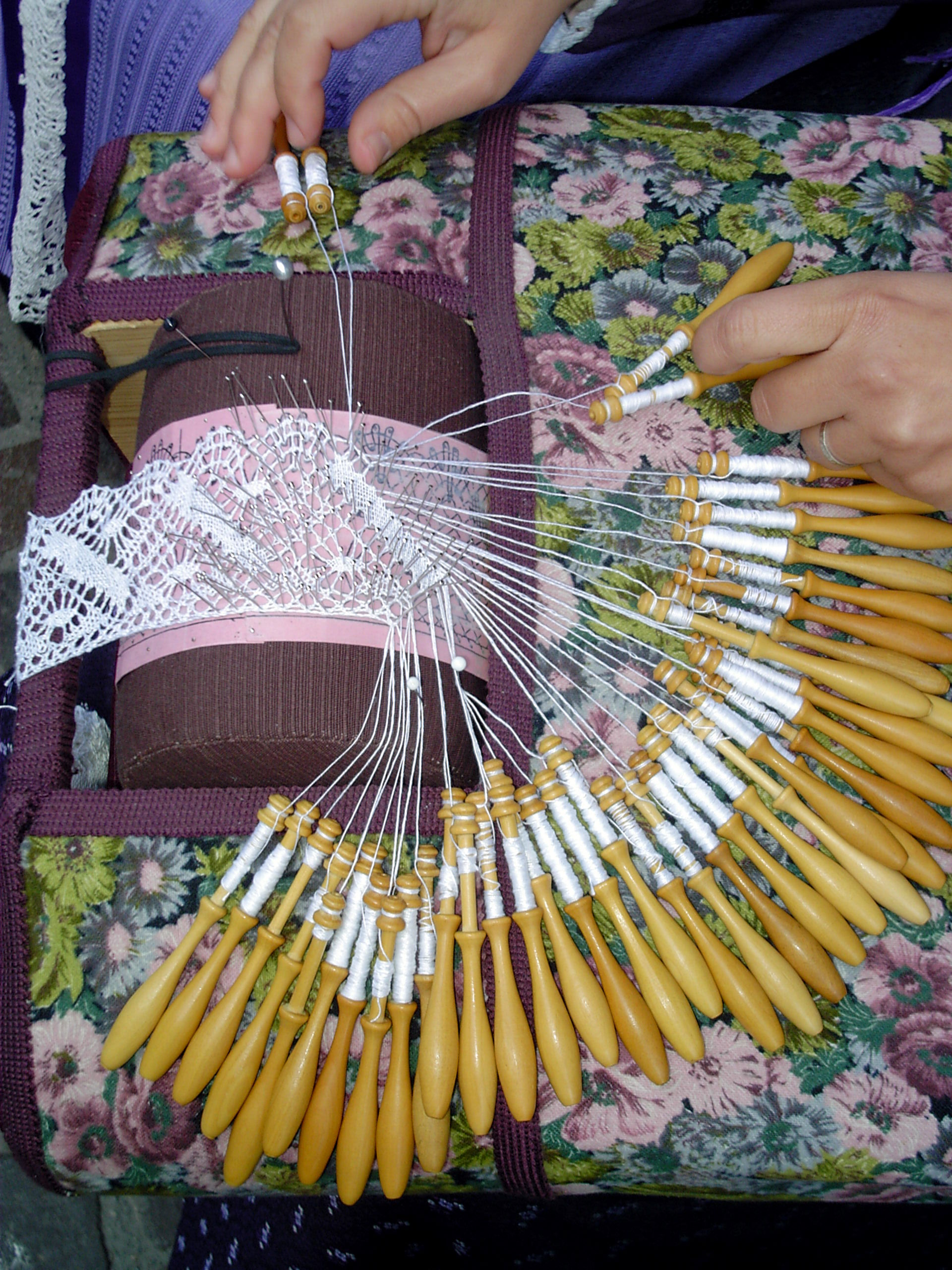
Lavorazione di un pizzo a metro con un tombolo francese.

Il tombolo è uno strumento di lavoro tradizionale usato per la realizzazione di pizzi e merletti.
Si compone di tre parti:
- un sostegno, eventualmente arricchito di incisioni decorative, alla cui base è sistemato un cassetto nel quale vengono riposti fili, spilli, forbici.
- un tamburo circolare (il tombolo vero e proprio), appoggiato sul sostegno, imbottito in crine, segatura, gomma piuma, ricoperto di morbido panno e stoffe colorate, è la base sulla quale viene realizzato il pizzo intrecciando i fili e fissandoli opportunamente con degli spilli.
- i fuselli sui quali vengono avvolti i singoli fili; il loro numero può variare da poche unità a più di 80 per i disegni più complessi.

La forma e la dimensione del tombolo possono variare da zona a zona; tra le località più note per la lavorazione di pizzi troviamo: 
- Burano
- Cantù
- Cogne con le sue dentelles
- Gorizia
- Scanno
- Isernia
- Offida
- Pozzuoli
- Santa Paolina
- Acerra
- Liguria
- Trentino
- Puglia